# Serie A 1914-1915
L'edizione 1914-15 della Serie A svizzera vide la vittoria finale del Brühl St. Gallen.

## Girone Est

### Squadre partecipanti
| Club       | Stagione | Città      | Stadio            | Stagione 1913-1914      |
| ---------- | -------- | ---------- | ----------------- | ----------------------- |
| Brühl      | dettagli | San Gallo  | Stadio Espenmoos  | -º posto del Gruppo Est |
| San Gallo  | dettagli | San Gallo  | Stadio Espenmoos  | 2º posto del Gruppo Est |
| Winterthur | dettagli | Winterthur | ...               | 3º posto del Gruppo Est |
| Zurigo     | dettagli | Zurigo     | Stadio Letzigrund | 4º posto del Gruppo Est |

### Classifica Finale
|  | Pos. | Squadra    | Pt | G | V | N | P | GF | GS | DR  |
|  | ---- | ---------- | -- | - | - | - | - | -- | -- | --- |
|  | 1.   | Brühl      | 9  | 6 | 4 | 1 | 1 | 11 | 4  | +7  |
|  | 2.   | San Gallo  | 9  | 6 | 4 | 1 | 1 | 25 | 2  | +23 |
|  | 3.   | Winterthur | 6  | 6 | 3 | 0 | 3 | 16 | 10 | +6  |
|  | 4.   | Zurigo     | 0  | 6 | 0 | 0 | 6 | 7  | 43 | -36 |

Spareggio per il primo posto
|  | Bruhl | 2 – 1 | San Gallo |  |

## Gironi Centrali

### Centro I
|  | Pos. | Squadra          | Pt | G | V | N | P | GF | GS | DR  |
|  | ---- | ---------------- | -- | - | - | - | - | -- | -- | --- |
|  | 1.   | Aarau            | 10 | 6 | 5 | 0 | 1 | 18 | 7  | +11 |
|  | 2.   | Old Boys Basilea | 8  | 6 | 4 | 0 | 2 | 15 | 16 | -1  |
|  | 3.   | Basilea          | 5  | 6 | 2 | 1 | 3 | 15 | 14 | +1  |
|  | 4.   | Nordstern        | 1  | 6 | 0 | 1 | 5 | 8  | 19 | -11 |

### Centro II
|  | Pos. | Squadra         | Pt | G | V | N | P | GF | GS | DR  |
|  | ---- | --------------- | -- | - | - | - | - | -- | -- | --- |
|  | 1.   | Young Boys      | 11 | 6 | 5 | 1 | 0 | 20 | 3  | +17 |
|  | 2.   | Étoile-Sporting | 7  | 6 | 3 | 1 | 2 | 18 | 9  | +9  |
|  | 3.   | Berna           | 6  | 6 | 2 | 2 | 2 | 11 | 10 | +1  |
|  | 4.   | Bienne          | 0  | 6 | 0 | 0 | 6 | 5  | 32 | -27 |

## Girone Ovest

### Squadre partecipanti
| Club               | Stagione | Città     | Stadio                        | Stagione 1913-1914        |
| ------------------ | -------- | --------- | ----------------------------- | ------------------------- |
| Cantonal Neuchâtel | dettagli | Neuchâtel | Stadio di Colombier           | 1º posto del Gruppo Ovest |
| Concordia Yverdon  | dettagli | Yverdon   | ...                           | 7º posto del Gruppo Ovest |
| Montriond-Losanna  | dettagli | Losanna   | Stade de la Pontaise          | 2º posto del Gruppo Ovest |
| Servette           | dettagli | Ginevra   | Parc des Sports de Charmilles | 3º posto del Gruppo Ovest |

### Classifica Finale
|  | Pos. | Squadra            | Pt | G | V | N | P | GF | GS | DR  |
|  | ---- | ------------------ | -- | - | - | - | - | -- | -- | --- |
|  | 1.   | Servette           | 10 | 6 | 5 | 0 | 1 | 29 | 10 | +19 |
|  | 2.   | Montriond-Losanna  | 8  | 6 | 4 | 0 | 2 | 23 | 11 | +12 |
|  | 3.   | Cantonal Neuchâtel | 4  | 6 | 2 | 0 | 4 | 16 | 23 | -7  |
|  | 4.   | Concordia Yverdon  | 2  | 6 | 1 | 0 | 5 | 11 | 35 | -24 |

## Playoff per il titolo

### Semifinali
| Losanna 2 maggio 1915 | Servette | 3 – 2 | Young Boys |  |

| Zurigo 9 maggio 1915 | Aarau | 3 – 2 | Brühl |  |

In seguito ad un reclamo del Brühl, la gara viene ripetuta.
| Zurigo 30 maggio 1915 | Bruhl | 8 – 1 | Aarau |  |

### Finale
| Berna 6 giugno 1915 | Bruhl | 3 – 0 | Servette |  |

### Verdetto
| Brühl St. Gallen Campione di Svizzera 1914-1915 1º Titolo. |

## Relegazione
Durante il periodo bellico non sono previste retrocessioni né promozioni.